# Henk Jan Mulder
Henk Jan Mulder (Drachten, 16 juni 1965) is een Nederlands korfbalcoach en voormalig topkorfballer. Sinds 2017 is hij hoofdcoach in de Korfbal League

## Speler

### Drachten
Mulder begon met korfbal bij KV Drachten. Hier debuteerde hij in seizoen 1983-1984 in het 1e team, op 18-jarige leeftijd.
Onder coach Jan Piepers speelde de club nog niet op het hoogste niveau, maar had het wel de ambitie om daar te komen.
In 1987 kreeg de club een nieuwe hoofdcoach, namelijk Harry Dassen. Zo lukte het Dassen in zijn eerste seizoen, 1987-1988 om op het veld kampioen te worden en te promoveren naar de Hoofdklasse.
Zodoende kreeg Mulder zijn spelersdebuut in de Hoofdklasse in seizoen 1988-1989. In dit seizoen had Drachten het lastig en wist ternauwernood te handhaven. 

### DOS'46
In 1989 verwisselde Mulder van club en sloot zich aan bij het grotere DOS'46. Hij speelde hier 1 seizoen, in 1989-1990. Onder leiding van coach Herman van Gunst wist de ploeg in de zaal 4e te worden in e Hoofdklasse B. Wel miste Mulder zelf een groot gedeelte van de zaalcompetitie, omdat hij in januari 1990 betrokken raakte bij een auto-ongeluk. Hierdoor was hij voor een lange periode geblesseerd.
In de veldcompetitie, waar DOS'46 niet in de Hoofdklasse speelde, werd de ploeg kampioen en maakte het promotie naar de Hoofdklasse.

### Return bij Drachten
Na 1 seizoen bij DOS'46 besloot Mulder in 1990 terug te keren bij Drachten. 
Drachten speelde in seizoen 1990-1991 enkel in de zaal in de Hoofdklasse. Hierhandhaafde de ploeg zich nipt, al moest daar wel een beslissingsduel aan te pas komen tegen degradatieconcurrent Allen Weerbaar. In de veldcompetitie werd Drachten kampioen en promoveerde het naar de Hoofdklasse.
Zodoende speelde Mulder en Drachten in seizoen 1991-1992 in beide competities in de Hoofdklasse. Ook kreeg de ploeg voor aanvang van dit seizoen een opkikker, want de club kreeg versterking van nieuwe coach Jan Wals en speler Taco Poelstra. In de competitie ging het hierdoor beter dan de jaren ervoor. Zo werd de ploeg in de zaal 4e en op het veld 6e.
In het seizoen erna, 1992-1993 bleef de ploeg in de zaal steken op een 5e plek en op het veld werd de ploeg 7e, wat degradatie betekende.
In 1993-1994 degradeerde Drachten in de zaal ook uit de Hoofdklasse en kon het op het veld ook niet terug promoveren. Hierdoor zou de ploeg in 1994-1995 weer volledig in de Overgangsklasse spelen.

### Nic.
Na het teleurstellende seizoen 1993-1994 besloot Mulder zich in 1994 aan te sluiten bij Nic. uit Groningen. De ploeg, onder leiding van coach Jan Tuttel had een jonge ploeg met spelers zoals Kees Vlietstra, maar ook werd Mulder herenigd met Taco Poelstra die hier al in 1993 heen was verhuisd.
In 1995 stopte Mulder als speler.

## Coach
Mulder begon met coachen in 1996, bij SCO.

### Drachten en Nic.
In 2007 begon Mulder bij zijn oude club KV Drachten als coach. Hij coachte 2 jaar de selectie om van 2010 t/m 2016 de A jeugd onder zijn hoede te nemen.
In 2016 stapte Mulder over naar het Groningse Nic.. Hij werd daar hoofdcoach en de missie was simpel ; Nic. Terug naar de Korfbal League brengen. De club was goed op weg, want het eindigde 1e in de Hoofdklasse A. Echter ging het in de play-offs mis, Nic. verloor namelijk van Avanti.

### LDODK
Na 1 seizoen bij Nic. kreeg Mulder een mooi aanbod van LDODK uit Gorredijk. Hij kon assistent worden onder Erik Wolsink bij deze club in de Korfbal League met finale-ambities. Hij stapte over naar LDODK in 2017.
Wolsink was als coach op de goede weg geweest want LDODK eindigde 3e in 2017. Echter ging het in 2017-2018 mis. De resultaten van LDODK vielen wat tegen en in begin 2018 leek een play-off plaats in gevaar te komen. De club greep in en nam in maart vervroegd afscheid van Wolsink. Mulder werd aangesteld als interim hoofdcoach en hij moest alsnog LDODK op een play-off plaats terecht laten komen.
Dit lukte niet, want LDODK eindigde gedeeld 4e, maar moest de play-off plek afstaan aan Fortuna.
Ondanks dat 2017-2018 in mineur eindigde voor LDODK sprak de club het vertrouwen uit in Mulder. Hij werd voor 2018-2019 aangesteld als hoofdcoach.
In zijn eerste seizoen als hoofdcoach (2018-2019) werd LDODK 3e in de competitie in de zaal. In de play-offs bleek PKC in 2 wedstrijden te sterk, waardoor de club de finale niet haalde. In de veldcompetitie werd echter de finale gehaald. De veldfinale was een wedstrijd tegen een andere noordelijke ploeg, namelijk DOS'46. LDODK verloor de finale met 18-14, waardoor het genoegen moest nemen met zilver.
In seizoen 2019-2020 leek LDODK af te stevenen op een play-off plaats. Er moest nog 1 speelronde gespeeld worden en LDODK stond op plek 4. Echter werd op dit moment de competitie stil gelegd vanwege COVID-19 en werd het seizoen niet uitgespeeld. Ook de veldcompetitie, waar LDODK op de 3e plek stond, werd niet uitgespeeld.
Seizoen 2020-2021 werd het 3e seizoen van Mulder als hoofdcoach, maar ook zijn laatste. LDODK plaatste zich als 4e in Poule A voor de play-offs en kwamen uit tegen de nummer 1 van Poule B; Fortuna. Fortuna won de eerste wedstrijd van de best-of-3, maar LDODK de tweede. Dit was de eerste play-off overwinning in de Korfbal League geschiedenis van LDODK. Er moest een derde, beslissende wedstrijd worden gespeeld, maar LDODK verloor deze. Zodoende strandde LDODK dit zaalseizoen in de eerste play-off ronde.

### DOS'46
In februari 2022 werd bekend dat Mulder voor Seizoen 2022-2023 de nieuwe hoofdcoach zou worden bij DOS'46. Hij ging samen met Friso Boode de vertrekkend coach Edwin Bouman opvolgen, die gedurende het seizoen 2021-2022 op non actief werd gezet.
In zijn eerste seizoen bij DOS'46, (2022-2023) werd DOS'46 na de reguliere competitie in de zaal 5e met 19 punten uit 18 wedstrijden. Hierdoor liep de ploeg nipt de play-offs mis.
In seizoen 2023-2024 had DOS'46 een bijzonder jaar. Zo won het wedstrijden tegen topclubs zoals Fortuna en PKC, maar verloor het ook van directe concurrenten zoals HKC. Uiteindelijk sprokkelde de ploeg 14 punten uit 18 wedstrijden bij elkaar en eindigde het op de 7e plaats in de Korfbal League.

## Erelijst als Coach
- Ereklasse veldkorfbal kampioen, 1x (2025)